# George Fisher
George „Corpsegrinder” Fisher (ur. 8 lipca 1970 w Baltimore, Maryland) – amerykański wokalista i muzyk, znany z występów w zespołach Cannibal Corpse, Paths of Possession oraz Monstrosity.

## Dyskografia
| Monstrosity - Imperial Doom (1992, Nuclear Blast) - Millennium (1996, Conquest Records) Paths of Possession - Legacy in Ashes (2002, Splattergod Records) - The Crypt of Madness (2003, Splattergod Records) - Promises in Blood (2005, Metal Blade Records) - The End of the Hour (2007, Metal Blade Records) |  | Cannibal Corpse - Vile (1996, Metal Blade Records) - Gallery of Suicide (1998, Metal Blade Records) - Bloodthirst (1999, Metal Blade Records) - Gore Obsessed (2002, Metal Blade Records) - The Wretched Spawn (2004, Metal Blade Records) - Kill (2006, Metal Blade Records) - Evisceration Plague (2009, Metal Blade Records) - Torture (2012, Metal Blade Records) - A Skeletal Domain (2014, Metal Blade Records) |

Występy gościnne
- Suffocation – w utworze „Reincremation” na albumie Effigy of the Forgotten (1991)[5]
- Disgorge – w utworze „Crevice Flux Warts” na albumie Forensick (2001)[6].
- Heaven Shall Burn – w utworze „Prey to God” na albumie Wanderer (2016)[7]
- Terror – w utworze „Can’t Help But Hate” na albumie Pain into Power (2022)[8]
- Body Count – w utworze „The Purge” na albumie Merciless (2024)[9]

## Filmografia
- Metal: A Headbanger’s Journey (2005, film dokumentalny, reżyseria: Sam Dunn)[10]
- Metalocalypse (2006-2008, 8 odcinków, serial animowany, jako Metal Masked Assassin, reżyseria: Chris Prynoski, Jon Schnepp)[10]
- Metal Retardation (2009, film dokumentalny, reżyseria: Bill Zebub)[10]
- Black Metal: The Music of Satan (2011, film dokumentalny, reżyseria: Bill Zebub)